# إل باركو دي أفيلا
بلدية إل باركو دي أفيلا (بالإسبانية: El Barco de Ávila) هي بلدية تقع في مقاطعة آبلة التابعة لمنطقة قشتالة وليون وسط إسبانيا.

## الديموغرافيا
يبلغ عدد سكان بلدية إل باركو دي أفيلا 2.729 نسمة عام 2011 (وفقاً للمعهد الوطني للإحصاء الإسباني).

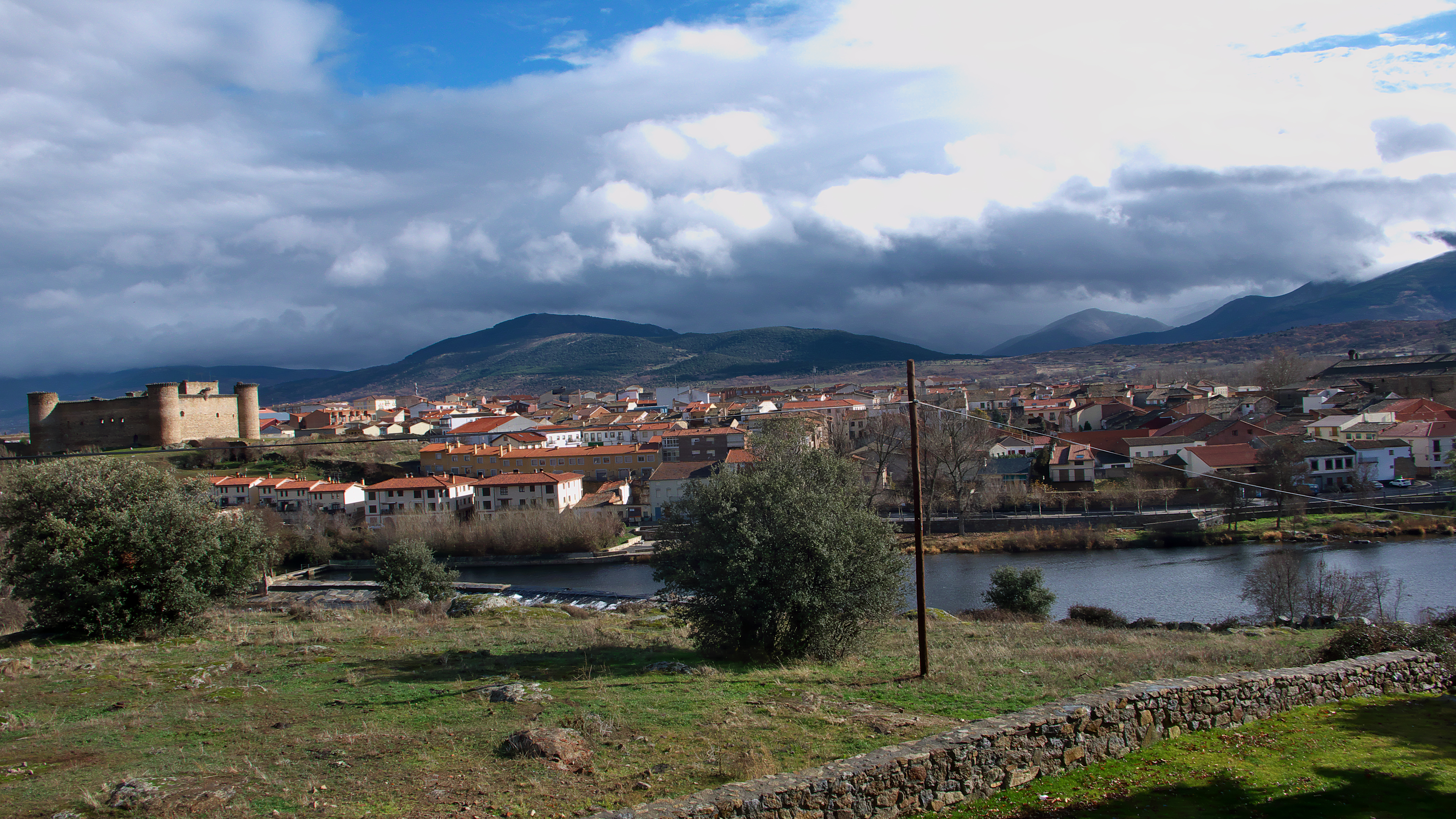
بلدية إل باركو دي أفيلا

| 2.564 | 2.649 | 2.537 | 2.613 | 2.588 | 2.721 | 2.729 |

## توأمة
لإل باركو دي أفيلا اتفاقيات توأمة مع:
- يكلا (ديسمبر 1988 - )